# СППОС
СППОС (Секретаріат порозуміння польських суспільних організацій) — координуючий орган найбільших польських націоналістичних організацій, створений 23 листопада 1935 р. на конференції у Львові. Він координував діяльність польських організацій, що зосереджувались на території Галичини. Це стало можливим після маніфестацій та мітингів, які пройшли у містах та містечках Галичини і влаштовувалися за участю не лише прибічників національної демократії (ендеції), а й представників проурядового Об'єднання під назвою «Табір Національної Єдності» (OZN). Саме на цих заходах почали лунали заклики до створення єдиного антиукраїнського фронту поляків, що й знайшло втілення в якості СППОС.
У 1937 р. до СППОС входило вже 77 організацій. А це означало, що діяльність, що мала за мету зміцнення і розширення польської присутності на українській етнографічній території та поступову асиміляцію корінного населення, набирала планового і послідовного характеру.
Підтримку СППОС надавали перш за все польські військові та державні кола, які мали значний вплив на польську внутрішню та зовнішню політику напередодні II-світової війни. Крім, покровительства та керівництва СППОСу польські військові також очолювали ряд інших організацій («союзів»). На думку Іва́на Ке́дрина (інколи Кедрина-Рудницького) українського історика, політичного діяча і журналіста всі вони "були запряжені до воза національної політики, націленої на асиміляцію «національних меншин».
Важливим проявом діяльності польських націоналістичних організацій восени 1937 р. стали численні з'їзди та інші заходи цих організацій, що відверто задекларували свої цілі. Також рада СППОС виступила на початку листопада зі спеціальною заявою у справі польсько-українських взаємин, у якій закликала польський народ підтримати боротьбу «кресових» організацій в Галичині за здобуття переваги експансії місцевого польського громадянства над «непольськими націоналізмами», щоб забезпечити тривку приналежність тих земель до Польщі.
Варто звернути увагу, що українські політичні кола були занепокоєні широкомасштабною антиукраїнською діяльністю польських організацій у Галичині. Оцінюючи декларацію СППОС як логічне завершення «ендецької програми про польську національну однорідність польської держави», католицький тижневик «Мета» писав: «Сьогодні для нас важніше те, що проголошено тотальну експансію польщини, всебічний її наступ, на наш національний та господарський стан посідання». Українська суспільність звертала увагу на ту обставину, що вирішальне слово у національній політиці Західної України належить громадським чинникам з крайніми націоналістичними поглядами. Їх пресинг на уряд у поєднанні із сваволею місцевих органів влади робили цю політику непередбачуваною щодо українського населення.
Українська преса писала про нагальну необхідність протиставитися зорганізованому походові проти українців. Як зазначала «Мета», відповіддю на нього могло бути «узгіднення нашої національно-культурної і господарсько-економічної творчості, визволення найглибших вартостей української нації для всебічної творчості, солідарність у починах усіх верств і відломів української нації, де вони не находилися б, де б вони не жили б».
Підтримуючи ідею національної консолідації, перед лицем згуртування польського «кресового» громадянства та в очікуванні прийдешніх міжнародних потрясінь, українські лідери сходилися на тому, що розв'язання цього завдання-вирішальним чином залежатиме від розвитку взаємин між провідними політичними течіями суспільства.